# 高華柱
高華柱（1946年10月2日—），中華民國陸軍二級上將（退役）、中國國民黨籍政治人物，現任馬英九基金會董事，生於青島市，籍貫山東省即墨县（今青島市即墨区），成長於彰化縣彰化市，國立南投高中、陸軍官校37期畢業，在職進修於美國喬治華盛頓大學、美國聖若望大學，為1974年昌平空難4位生還者之一、921大地震時中部地區司令，曾任陸軍官校總教官、陸軍官校學指部指揮官、陸軍步兵127師長、陸軍總部情報署長、陸軍成功嶺新訓中心指揮官兼大專生集訓班主任、參謀本部後勤參謀次長、陸軍十軍團司令、陸軍副總司令、參謀本部聯準室主任、聯勤司令、退輔會主委、國防部長、總統府國策顧問與國安會秘書長等職，國防部長任內支持推行軍人年金改革與爆發洪仲丘事件，後因調查嚴重失當與負起政治責任而下臺。2015年2月12日接替金溥聰出任馬英九政府最後一任國家安全會議秘書長，並見證馬習會，成為第一位、也是唯一一位以政府官員身份會見習近平的中華民國國軍退役將領。

## 簡歷
- 畢業於南投中學、陸軍官校37期步兵科。
- 曾兩次擔任行政院國軍退除役官兵輔導委員會主任委員，分別在陳水扁政府與馬英九政府各一次。
- 自軍職退伍後出任國防部長。
- 2011年1月，被檢驗出罹患肺腺癌第一期。手術後恢復情況良好。
- 國防部長任內支持年金改革，也曾為此遭國民黨籍立委蔡正元質詢。
- 因洪仲丘事件處理不當而請辭國防部長。
- 與卸任國家安全局局長（由國防部副部長李翔宙接任）的蔡得勝一同被聘為總統府國策顧問。
- 接替金溥聰出任國家安全會議秘書長。
- 以國家安全會議秘書長身分陪同馬英九總統前往新加坡參加兩岸領導人會面。

## 家庭
其父是一代武術宗師高芳先將軍，其母為矯珍玉女士。

## 荣誉

### 中华民国勋章奖章
- 一等景星勋章（2016年5月12日于台北总统府颁授[3]）

### 外国勋章奖章
- 空军十字奖章（危地马拉，2012年12月10日颁发[4]）

## 相關事件

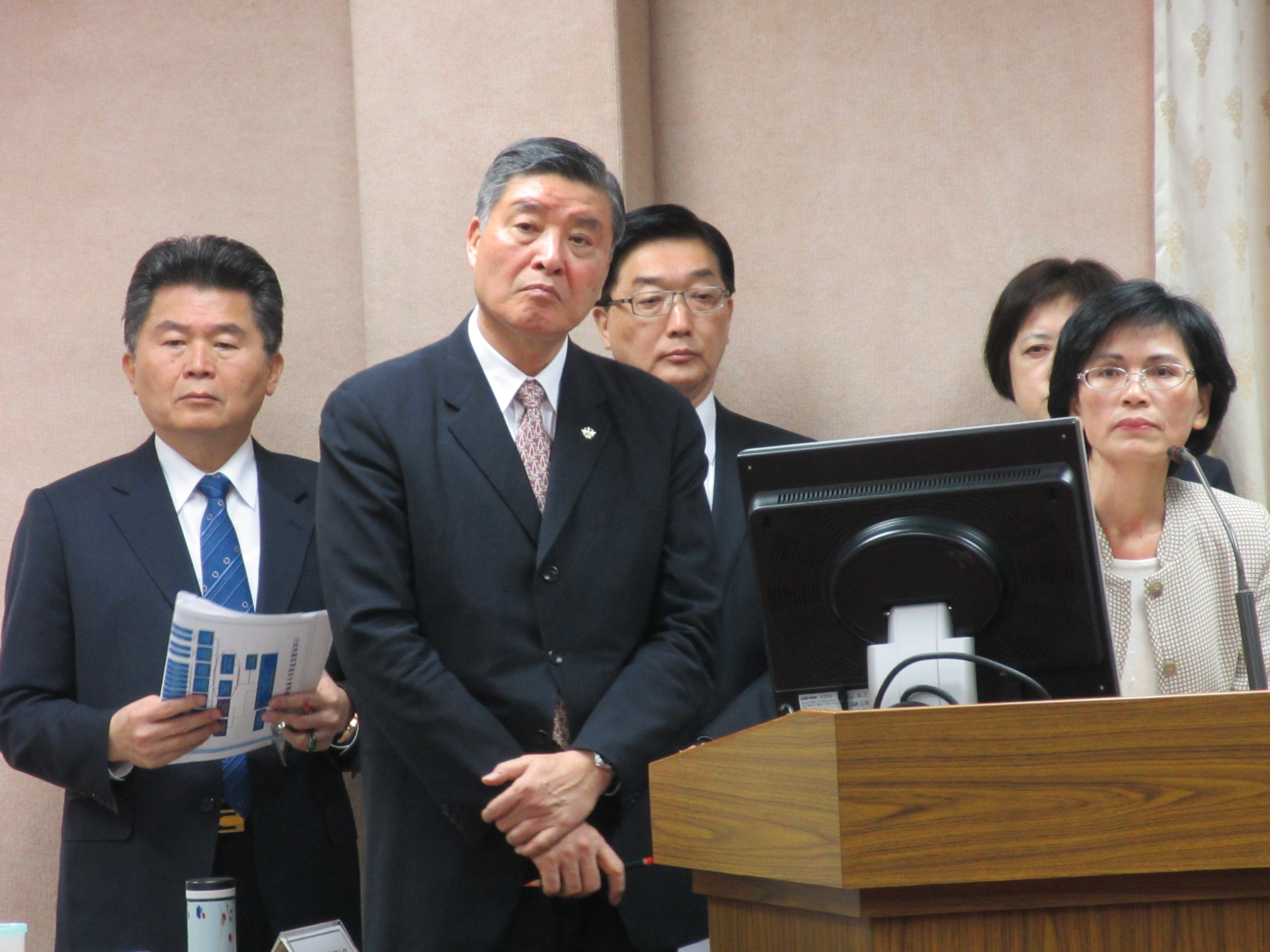
於立法院接受質詢中的國防部長高華柱

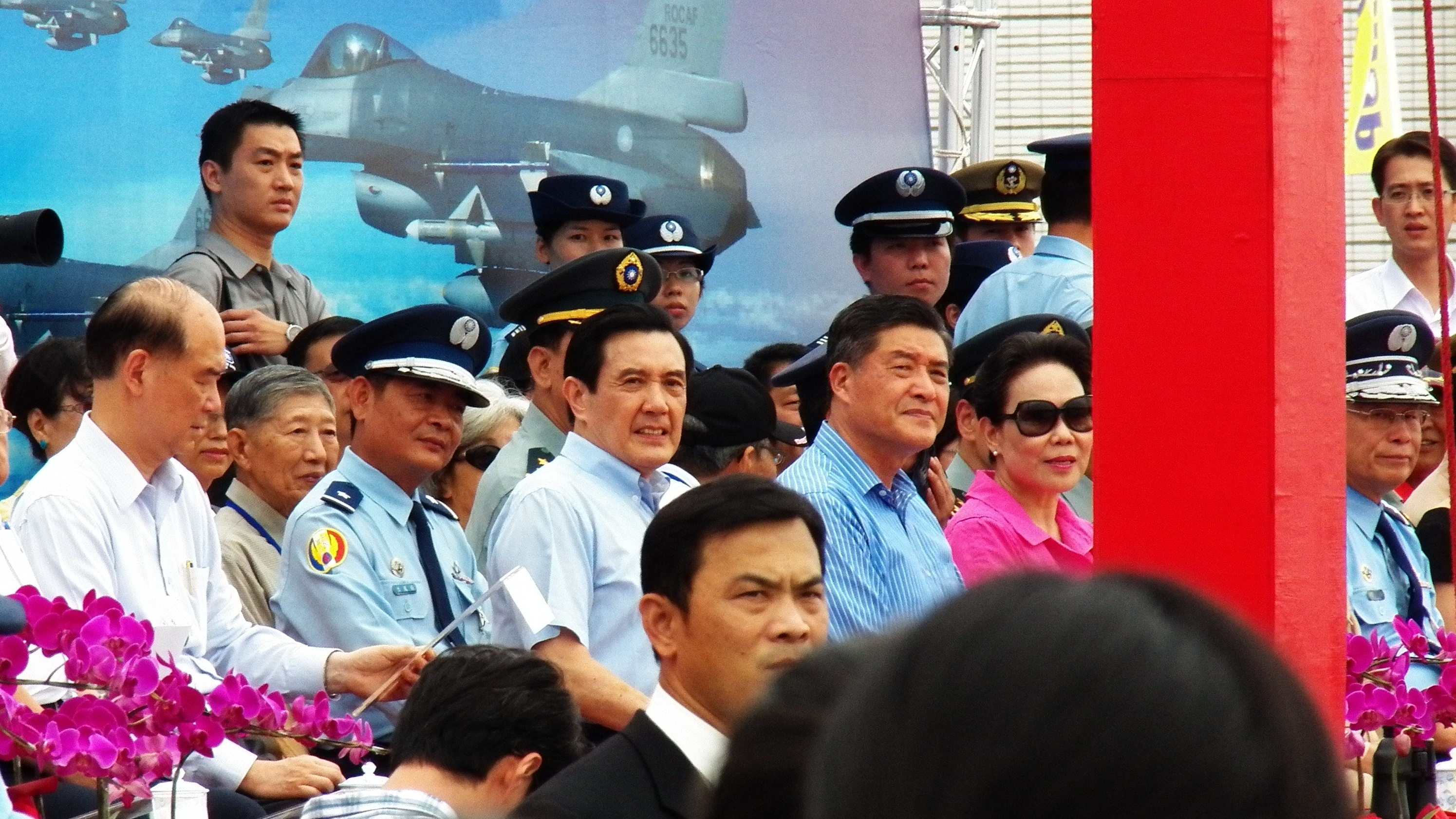
國防部長高華柱與總統馬英九於空軍嘉義基地

1974年中華民國陸軍UH-1H直升機墜機事件
1974年12月27日，中華民國陸軍施行「昌平演習」，陸軍總司令豪章上將等多位將校軍官搭乘陸軍 UH-1H直升機前往視導演習，途中天候惡劣，致兩架UH-1H直升機墜毀於桃園楊梅、觀音地區，造成十三名將校傷亡。當時擔任總司令侍從官的高華柱上尉身受重傷，雙腿骨折，仍奮不顧身向外求援，使得總司令保住性命[註1]，也因而深得長官信任。
林毅夫投奔大陸事件
據台灣作家管仁健《搶救台灣的「雷恩大兵」》一文中的描述，事件中投奔至中國大陸的陸軍林毅夫上尉曾於852旅高華柱營長麾下之單位服役，投奔前三個月剛從高華柱的單位調任284師851旅步5營2連連長，派駐馬山播音站。霍守業時任陸軍284師作戰科科長，是首先接獲「叛逃」回報的高勤官；蕭如波時任284師政戰科長，同是參與調查這起叛逃案的成員之一；而當時284師師長是周仲南、851旅旅長是薄榮萍、步5營營長是侯金生
洪仲丘事件
高華柱因此案兩度請辭，總統馬英九於2013年7月29日同意，由副部長楊念祖於8月1日接任國防部長。
兩岸領導人會面（馬習會）
時任國安會秘書長的高華柱與總統府秘書長曾永權、副秘書長蕭旭岑、諮詢委員邱坤玄、陸委會主委夏立言、副主委吳美紅陪同馬英九赴会。馬英九預計7日一早搭專機，約中午飛抵新加坡、稍微休息後，下午在新加坡香格里拉飯店正式與中國共產黨總書記習近平會面；會前開放媒體拍照，之後雙方七人舉行閉門會談，會後各自舉行國際記者會，並共進晚餐，晚餐後搭專機返台。

## 外部連結
- 國軍歷史文物館 - 國防部歷任部長 高華柱

| 军职             | 军职                                                                           | 军职          |
| ---------------- | ------------------------------------------------------------------------------ | ------------- |
| 中華民國國防部   |                                                                                |               |
| 前任： 謝建東    | 聯勤司令 第二任 2003年2月1日－2004年5月20日                                    | 繼任： 戴伯特 |
| 中華民國政府職務 |                                                                                |               |
| 行政院           |                                                                                |               |
| 前任： 鄧祖琳    | 國軍退除役官兵輔導委員會主任委員（首次） 第十二任 2004年5月20日－2007年2月9日  | 繼任： 胡鎮埔 |
| 前任： 胡鎮埔    | 國軍退除役官兵輔導委員會主任委員（再次） 第十四任 2008年5月20日－2009年9月10日 | 繼任： 曾金陵 |
| 前任： 陳肇敏    | 國防部部長 第二十八任 2009年9月10日－2013年8月1日                              | 繼任： 楊念祖 |
| 總統府           |                                                                                |               |
| 前任： 金溥聰    | 國安會秘書長 第十八任 2015年2月12日－2016年5月20日                             | 繼任： 吳釗燮 |